# Carl Cain
Carl Cecil Cain, född 2 augusti 1934 i Freeport i Illinois, död 2 juni 2024, var en amerikansk basketspelare.
Cain blev olympisk mästare i basket vid sommarspelen 1956 i Melbourne.